# Adam Forshaw
Adam John Forshaw (* 8. Oktober 1991 in Liverpool) ist ein englischer Fußballspieler, der bevorzugt im zentral defensiven Mittelfeld eingesetzt wird.

## Vereinskarriere

### FC Everton und FC Brentford
Der in Liverpool geborene Adam Forshaw begann seine fußballerische Ausbildung in der Jugendakademie des FC Everton. Sein Profidebüt gab der Nachwuchsspieler am 17. Dezember 2009, als er von Trainer David Moyes in der UEFA Europa League 2009/10 bei einer 0:1-Heimniederlage gegen BATE Baryssau eingesetzt wurde. Sein Ligadebüt feierte der 19-Jährige im April 2011 in der Premier League 2010/11 bei einem 3:0-Auswärtserfolg bei den Wolverhampton Wanderers. In der Folgezeit blieb er ohne weiteren Einsatz für den FC Everton und musste seinen Heimatverein im Sommer 2012 verlassen, da sein auslaufender Vertrag nicht verlängert wurde.
Nachdem er zuvor bereits für einen Monat von Ende Februar bis Ende März 2012 auf Leihbasis für den Verein gespielt hatte, wurde Adam Forshaw im Mai 2012 mit einer zweijährigen Vertragslaufzeit vom englischen Drittligisten FC Brentford verpflichtet. Mit der von Uwe Rösler trainierten Mannschaft zog Forshaw (43 Ligaspiele / 3 Tore) in der Football League One 2012/13 als Tabellendritter in die Aufstiegs-Play-offs ein und erreichte dort das Finale. Dieses verlor Brentford jedoch in Wembley mit 1:2 gegen Yeovil Town und verfehlte damit den Aufstieg in die zweite Liga. Dieser gelang dem Verein dafür in der anschließenden Spielzeit, als die Mannschaft um den zum Spieler der Saison der dritten Liga gewählten Adam Forshaw als Tabellenzweiter den direkten Aufstieg feierte.

### Wigan Athletic und FC Middlesbrough
Am 1. September 2014 wechselte der 22-Jährige mit einer vierjährigen Vertragslaufzeit zum Zweitligisten Wigan Athletic, der seit Dezember 2013 von seinem früheren Brentford-Trainer Uwe Rösler trainiert wurde. Mit seiner neuen Mannschaft verbrachte er eine enttäuschende Hinrunde, die dazu führte, dass Uwe Rösler bereits im November 2014 von seinen Aufgaben entbunden wurde. Adam Forshaw wechselte daraufhin Ende Januar 2015, nach nicht einmal einem halben Jahr in Wigan, zum ebenfalls in der zweiten Liga spielenden FC Middlesbrough. Im nordenglischen Middlesbrough fand der Mittelfeldspieler wieder in die Erfolgsspur und zog mit seinem Team als Vierter der Championship 2014/15 in die Aufstiegs-Play-offs ein. Dort traf er im Halbfinale ausgerechnet auf seinen Ex-Verein FC Brentford, der als Aufsteiger überraschend Fünfter geworden war. Middlesbrough setzte sich in zwei Spielen souverän durch (2:1 und 3:0), scheiterte jedoch im Finale mit 0:2 an Norwich City. Wie schon mit Brentford feierte Adam Forshaw in der Saison nach einer Play-off-Final-Niederlage in Wembley mit seinem Team den direkten Aufstieg, diesmal als Tabellenzweiter der Football League Championship 2015/16. Der Aufenthalt in der höchsten englischen Spielklasse endete jedoch nach nur einer Spielzeit, da Middlesbrough als Tabellenvorletzter der Premier League 2016/17 direkt wieder abstieg.

### Leeds United
Bereits im Januar 2018 wechselte Adam Forshaw erneut den Verein, als er sich mit einer bis 2022 laufenden Vertragszeit dem Zweitligisten Leeds United anschloss. Nach einem zwölften Platz in der Saison 2017/18, erreichte Leeds in der EFL Championship 2018/19 den dritten Tabellenrang. In den Play-offs scheiterte die Mannschaft mit Forshaw (30 Ligaspiele / kein Tor) jedoch bereits im Halbfinale an Derby County. Die anschließende Saison verpasste der Mittelfeldspieler größtenteils verletzungsbedingt aufgrund einer hartnäckigen Hüftverletzung. Dadurch hatte er nur geringen Anteil am Gewinn der Meisterschaft der EFL Championship 2019/20 von Leeds United und der daraus resultierenden Rückkehr in die Premier League nach 16 Jahren Abwesenheit. Auch die gesamte Saison 2020/21 in der ersten Liga verpasste der Engländer, der erst im August 2021 nach fast zwei Jahren Verletzungspause wieder zurück in den Spielbetrieb fand. In der Premier League 2021/22 kam er in 22 Ligapartien zum Einsatz und sicherte sich mit seiner Mannschaft am letzten Spieltag den Klassenerhalt zulasten des FC Burnley. Trotz seiner langen Verletzungspause hatte Leeds United seinen Vertrag bereits im Januar 2022 um ein weiteres Jahr verlängert.

### Norwich City und Plymouth Argyle
Im Sommer 2023 wechselte er zu Norwich City in die EFL Championship. Bereits nach einem halben Jahr zog er im Januar 2024 weiter und wechselte ligaintern zu Aufsteiger Plymouth Argyle. Im Januar 2025 löste er seinen Vertrag bei Plymouth wieder auf und wechselte innerhalb der Championship zu den Blackburn Rovers.